# Allažu pagasts
Allažu pagasts er en territorial enhed i Siguldas novads i Letland. Pagasten havde 1.956 indbyggere i 2010 og omfatter et areal på 156,40 kvadratkilometer. Hovedbyen i pagasten er Allaži.